# XXIII Conferencia Internacional sobre el Sida

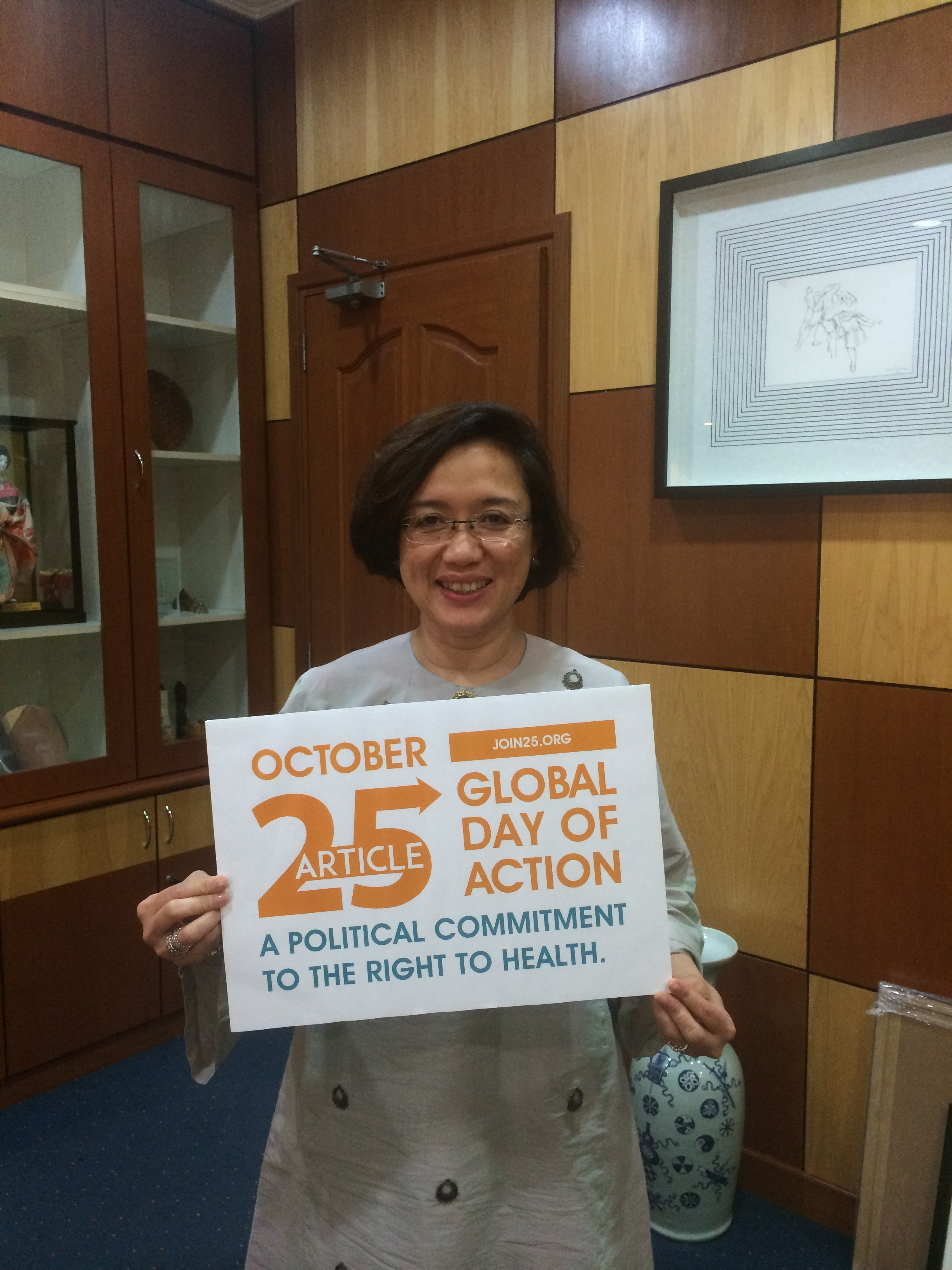
La malaya Adeeba Kamarulzaman fue elegida nueva líder mundial contra el VIH/sida.

La XXIII Conferencia Internacional sobre el Sida fue el vigésimo tercer evento mundial organizado por la Sociedad Internacional de SIDA, la primera de los años 2020.
Inicialmente se iba a realizar en la ciudad estadounidense de San Francisco del 6 al 10 de julio de 2020 y con ello la conferencia volvía a California luego del VI evento, ocurrido en San Francisco 30 años antes. Pero se suspendió debido a la pandemia de coronavirus y finalmente se decidió hacerla por videoconferencia.

## Progreso hasta ese momento
- En el mundo murieron 770.000 personas en 2018 y en 2020 viven 41 millones con la enfermedad.[2]

- 25 Millones de personas (60%) son tratadas (datos de 2019) con la terapia antiviral, esta consiste en la ingesta diaria de dos fármacos: Dolutegravir y Lamivudina, desarrollada por el argentino Pedro Cahn.

- En Ámsterdam 2018 la IAS ratificó, a pesar de que ya se sabía desde años antes y luego de que se confirmara una vez más por los resultados obtenidos del Estudio Partner; que alcanzada la carga viral indetectable: es imposible trasmitir el virus.[3][4]

- Casi 2 millones de personas se infectan anualmente. Desde 1981 son 76.000.000 quienes adquirieron la enfermedad y 35 millones de ellos han muerto.

- Este año finalizó el Plan 90–90–90 que tenía como objetivo lograr que el 90% de los seropositivos conozca su condición, el 90% de estos reciba tratamiento y el 90% de estos esté negativizado: fracasó.

- Quedan 10 años para alcanzar 2030, año proyectado para el logro de la erradicación de la enfermedad. Las Investigaciones trabajan en la búsqueda de un método que elimine el virus de los reservorios celulares.

- Fracasó una vacuna experimental desarrollada en 2009, cuya prueba en humanos se inició en noviembre de 2016 en Sudáfrica y finalizó en noviembre de 2019.[5]

## Desarrollo
Elton John y su cónyuge David Furnish fueron las celebridades que participaron de la conferencia, en representación de la comunidad LGBT.

### Impacto del Covid-19
Días antes, un documento de Onusida alertó de que 500.000 personas con VIH podrían morir por la pandemia de coronavirus en África.
El Presidente de la IAS, Anton Pozniak, abrió la XXIII Conferencia Internacional explicando que los escasos recursos médicos y financieros de África se han desviado hacia la lucha contra el COVID-19 y esto dificulta la gestión de la epidemia de VIH. Pozniak decidió que las consultas médicas, de pacientes con VIH, se hagan cada tres meses para reducir el contacto y que no se suspenda la distribución de preservativos.

### El paciente de São Paulo
Se presentó el caso de un paciente seropositivo de São Paulo al que no se le detecta el virus en su sangre, desde hace más de un año y medio. Se tiene esperanzas en que el brasileño pueda unirse a Timothy Ray Brown (Paciente de Berlín) y Adam Castillejos (Paciente de Londres) como la tercera persona curada de VIH, sería el primero en curarse con antirretrovirales.
La médica australiana Sharon Lewin se mostró escéptica, aludió ser un caso interesante que requiere de un análisis más profundo y negó que sea una curación hasta esperar más tiempo.

### Cabotegravir inyectable
Científicos brasileros expusieron que si se inyecta la droga cabotegravir cada dos meses, esta resulta más efectiva que la emtricitabina/tenofovir.

## Sucesión presidencial
Como en todas las conferencias, San Francisco 2020 fue dirigida por el presidente de la IAS: entonces Anton Pozniak y el último día se realizaron las elecciones para elegir a su sucesor. Ganó la Dra. Adeeba Kamarulzaman de Malasia y asumió como nueva líder de la lucha contra el VIH/sida en el Mundo, será presidente hasta la próxima conferencia internacional.